# Squilla mantis
Espèce
La Squille, parfois qualifiée d’ocellée (Squilla mantis) est une espèce de crevettes-mantes de la famille des Squillidae, que l'on trouve dans la mer Méditerranée.
Elle est parfois appelée Squille ocellée, Cigale longue ou de mer, Galère, Crevette-mante, Mante religieuse ou Mante de mer, ou encore de Nocchia.

## Description
Leur taille est comprise entre 3 et 20 cm, pour une moyenne de 15 cm. Malgré leur nom, ce ne sont ni des crevettes, ni des mantes. Elles possèdent des pinces comparables à celles repliées de la mante religieuse (d'où leur nom). Leur telson comporte deux ocelles, d’où son qualificatif d’ocellée.

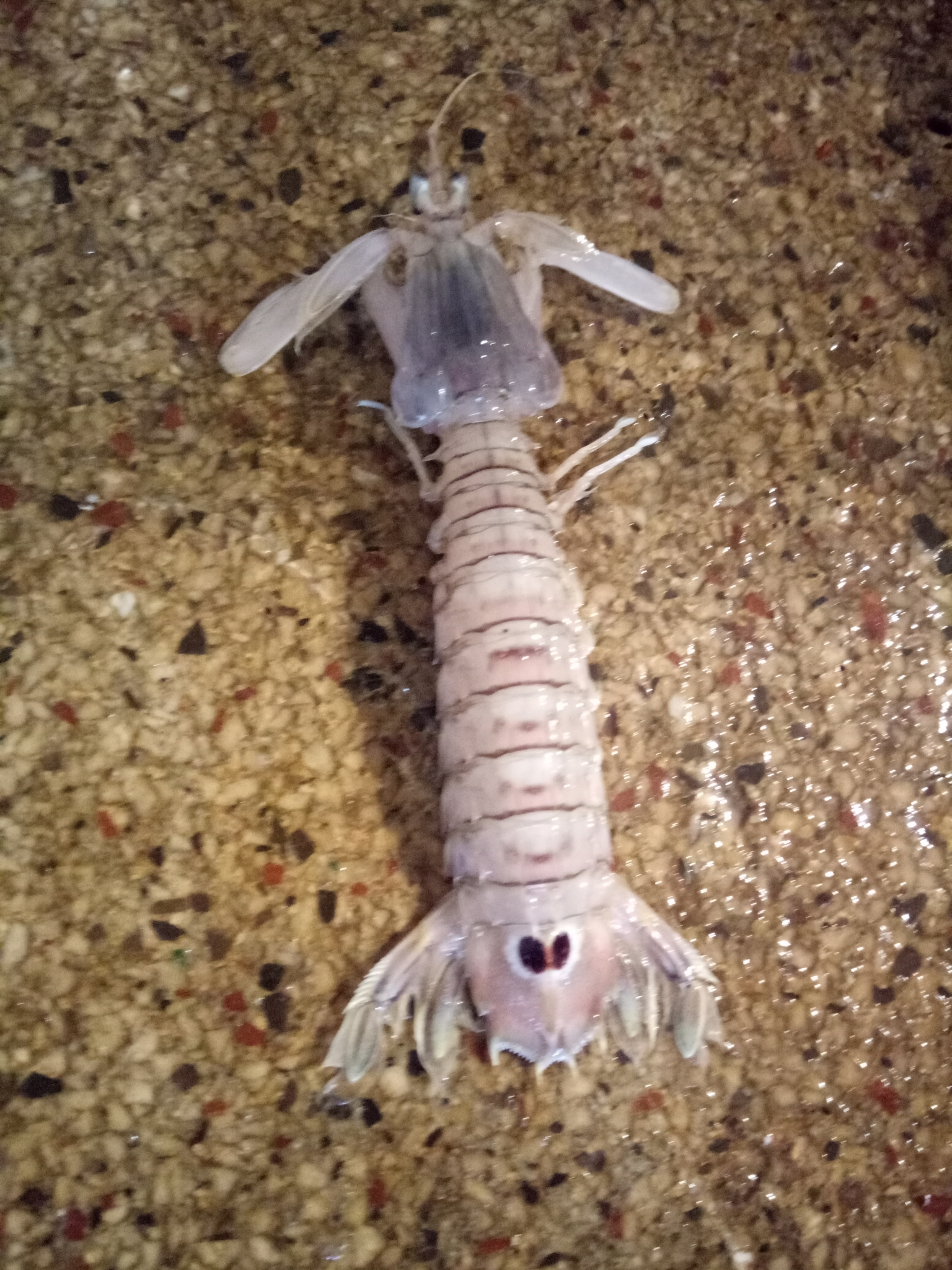
Spécimen vivant
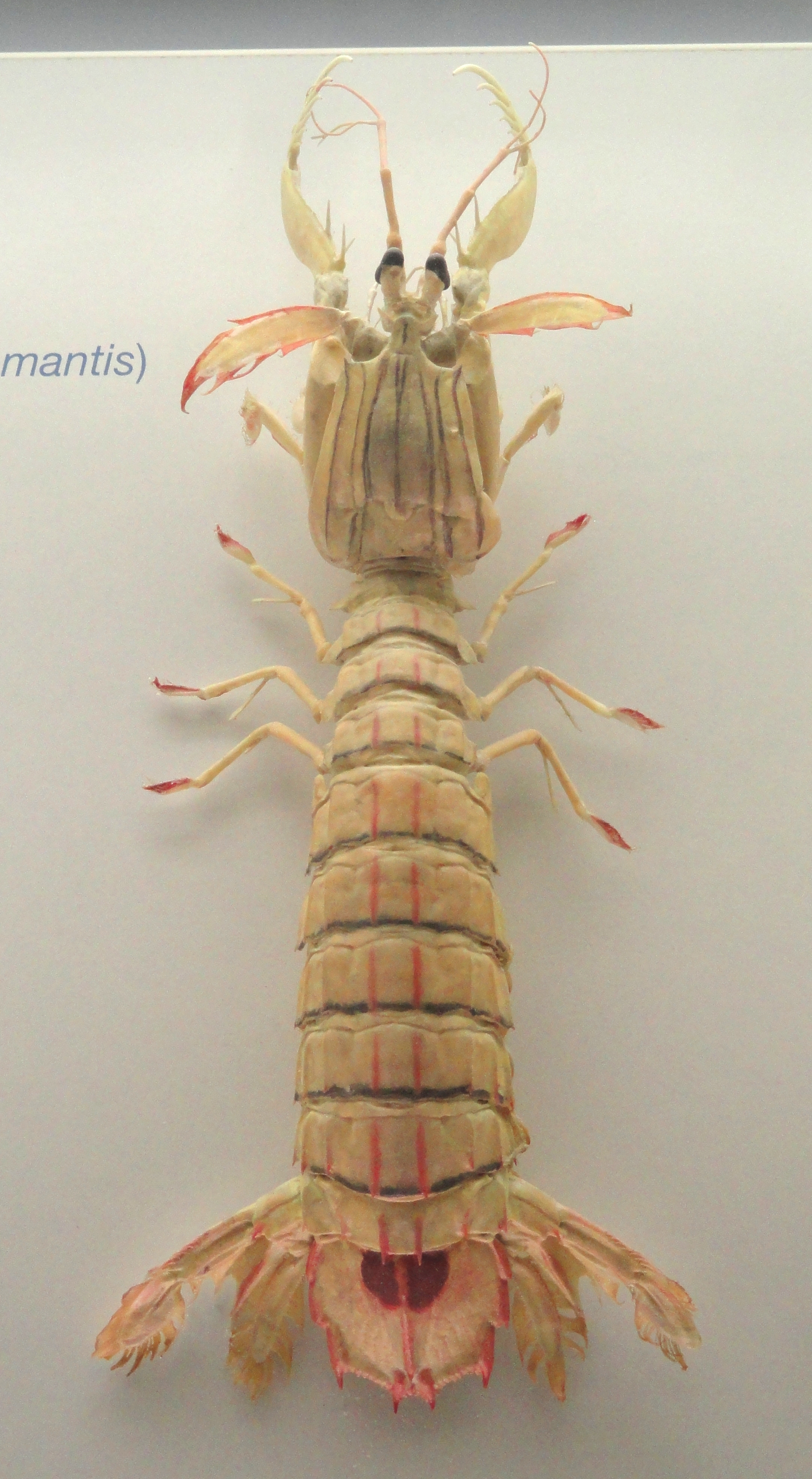
Spécimen naturalisé
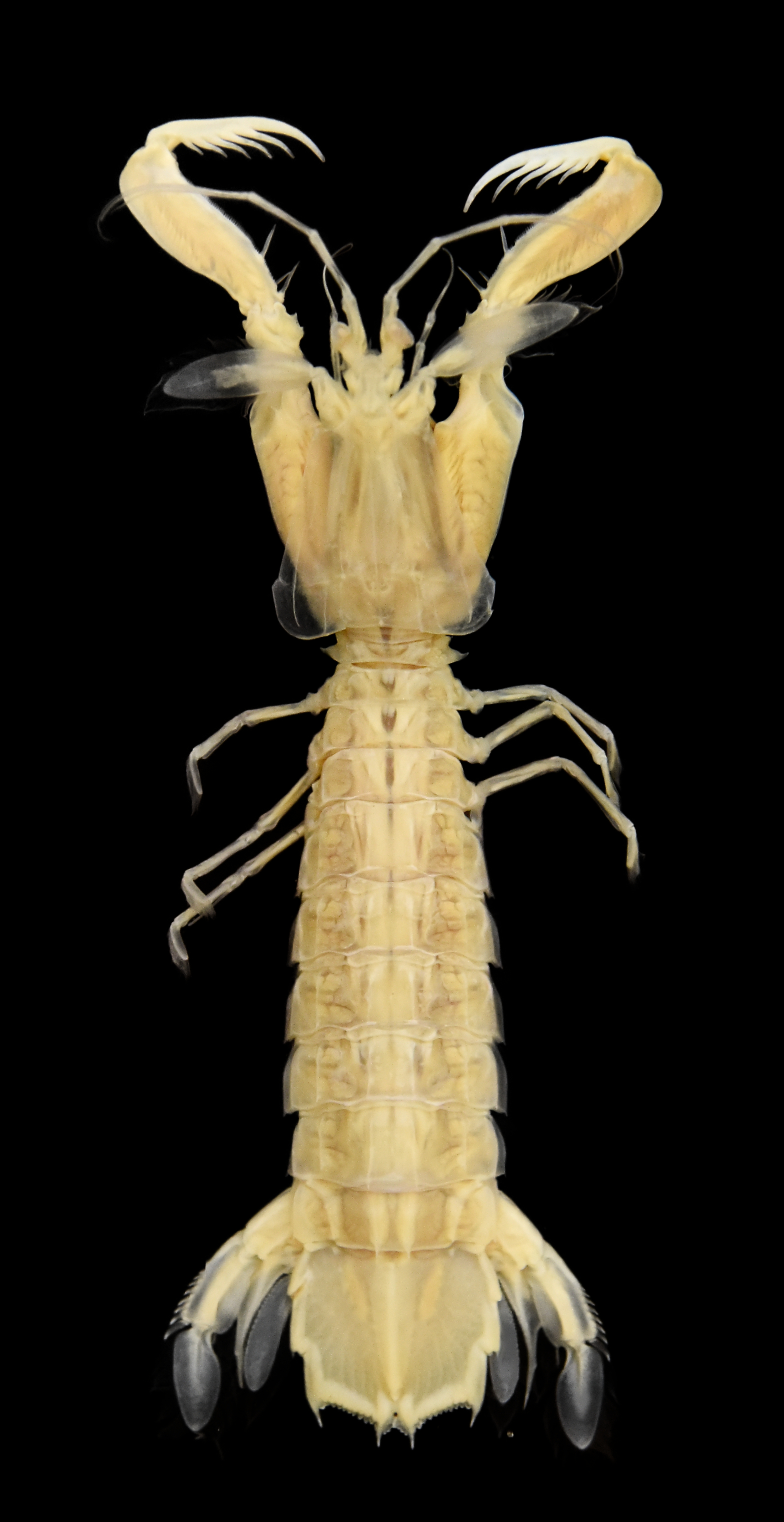
Idem
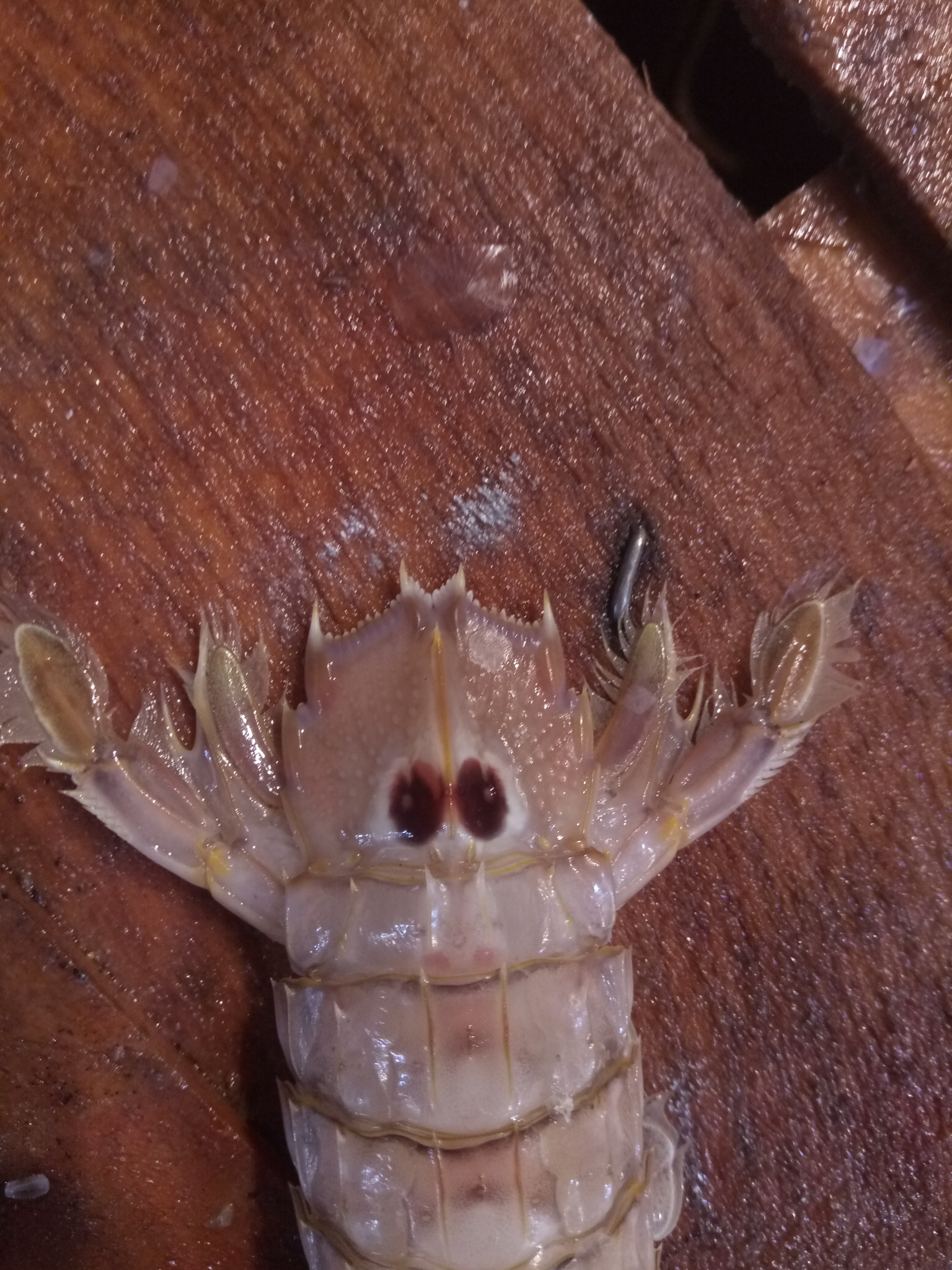
Gros-plan sur la queue (telson)
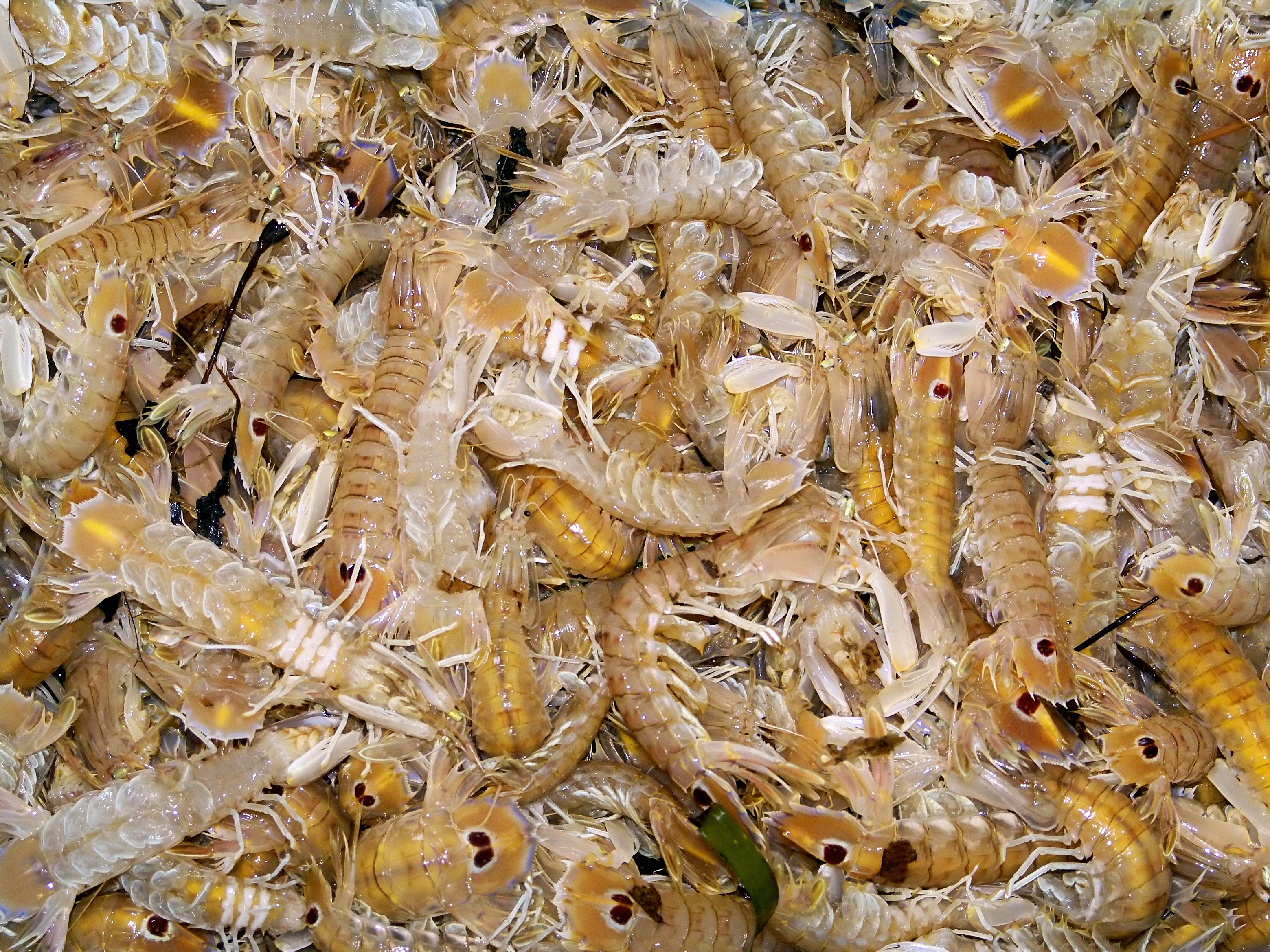
Squilles en vente dans un marché aux poissons.

## Habitat et répartition
On trouve cette espèce dans des galeries qu'elle creuse dans les substrats meubles (sable, sédiment, boue, vase...), et dont elle sort la nuit pour se nourrir. On la rencontre dans toute la Méditerranée (mais pas en mer Noire), et sur les côtes de l'Afrique du nord-ouest.

## Pêche
C’est le seul Stomatopode à être exploité de façon massive pour la pêche : 7 000 t sont pêchées chaque année en mer Méditerranée dont 85 % en mer Adriatique.